# Mesoligia constricta
Mesoligia constricta là một loài bướm đêm trong họ Noctuidae.